# Elisabeth von Baden-Durlach
Elisabeth von Baden-Durlach (geboren am 6. Februar 1620 in Durlach; gestorben am 13. Oktober 1692 in Basel) war eine deutsche Spruchdichterin.

## Leben
Elisabeth war eine Tochter des Markgrafen Georg Friedrich von Baden-Durlach aus dessen zweiter Ehe mit Agathe von Erbach (1581–1621). Nach dem Tod ihrer Mutter 1629 zogen sie und ihre ebenfalls künstlerisch talentierte ältere Schwester Anna Maria zu dem während des Krieges in Straßburg lebenden Vater, den sie bis dahin kaum gesehen hatten. Die Schwestern wurden in Fremdsprachen, Malen und Geschichte unterrichtet. Im Abfassen von Gedichten unterwies sie vermutlich der vom Vater und später von den Schwestern geförderte Jesaias Rompler von Löwenhalt. Nach dem Tod des Vaters 1638 zogen die Schwestern nach Basel, wo Elisabeth und Anna begannen, ihre Gedichte niederzuschreiben. Der französische Schriftsteller Samuel Chappuzeau gab in seinem Reisebericht eine recht schmeichelhafte Beschreibung der beiden Schwestern.
Diejenigen, die nach dem Westfälischen Frieden 1648 nach Durlach zurückgekehrt waren, mussten 1685 vor den militärischen Übergriffen Ludwigs XIV. am Vorabend des Pfälzischen Erbfolgekriegs erneut nach Basel flüchten. Dort verbrachte Elisabeth ihre letzten Jahre.

## Werk
Die von Elisabeth in Alexandrinern verfassten Sprüche wurden 1685 gedruckt und waren durchaus geschätzt, was daran ablesbar ist, dass sie bereits 1696 erneut aufgelegt wurden und sogar im 19. Jahrhundert noch eine (nicht im Buchhandel verbreitete) Auflage erlebten. Gegenstand der Sinnsprüche sind Vermahnungen zur Tugend, ihr Ziel die Erbauung des Lesers. Als Quellen verwendete Elisabeth Bibel, Texte Luthers, der Kirchenväter, klassischer Schriftsteller und Devisen bekannter Regenten.
Einige Beispiele ihrer Sinnsprüche:
Nr. 114:
Die Schneck kricht zwar gemach / kan doch den weg erreichen :

so pflegt auch ohnvermerckt das alter ein zu schleichen.
Nr. 307:
In dieser Sterbligkeit muß man geduldig leiden

was man auß eigner krafft nicht mächtig ist zu meiden.
Nr. 718:
Was ist ein schöner leib / den nicht die seel auch zieret?

Ein schön gemahltes Haus / da keinen Wirth man spüret.

## Schriften
- Tausendt Merckwürdige Gedenck-Sprüche. Auß unterschiedlichen Authoren zusammen gezogen und in Teutsche Verse übersetzet. Müller, Durlach 1685, Digitalisat. 2. Auflage 1696. 3. Auflage: Gedenck-Buch der hochseeligen Prinzessin Elisabeth, gebornen Markgräfin zu Baden-Durlach. Braun, Karlsruhe 1834.
- In den Sprüchen Salomos: die Forchte des Herrn ist der Anfang der Weisheit. Angefangen in Basel A. C. 1647, den 21. Juni. Manuskript, Badische Landesbibliothek, Kat. N 403.